# 静岡県道239号相良浜岡線

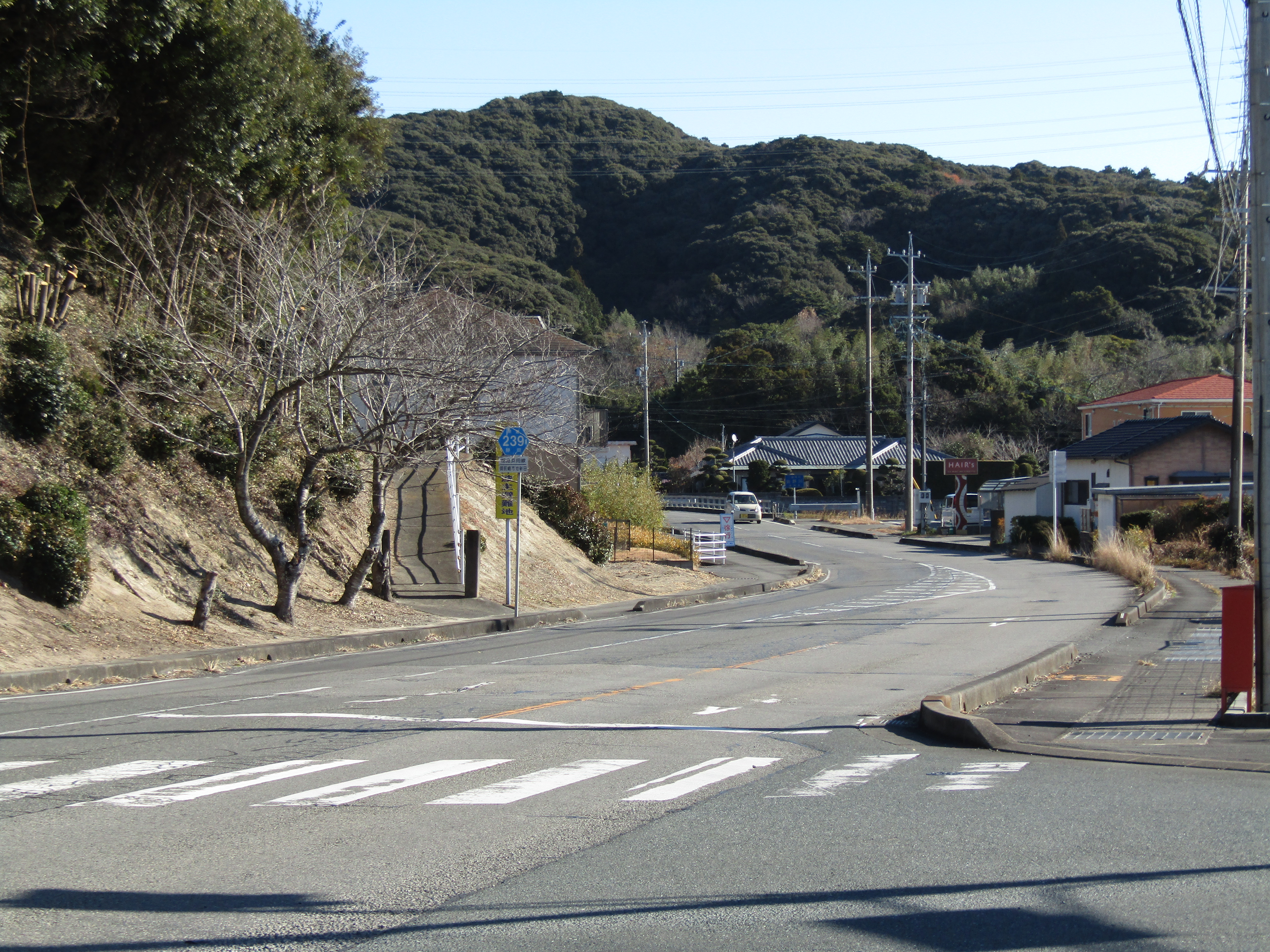
御前崎市池新田にて

静岡県道239号相良浜岡線（しずおかけんどう239ごう さがらはまおかせん）は、静岡県牧之原市から同県御前崎市に至る一般県道である。

## 概要
起点の相良は榛原郡相良町に、終点の浜岡は小笠郡浜岡町に、それぞれかつて存在した自治体名に由来する。

### 路線データ
- 起点 : 牧之原市須々木（国道150号交点）
- 終点 : 御前崎市池新田（静岡県道372号大東相良線交点）
- 路線延長 : 11.1km

## 地理

### 通過する自治体
- 静岡県
牧之原市 - 御前崎市

### 交差する道路
- 国道150号
- 金谷御前崎連絡道路（南遠道路）須々木IC
- 静岡県道37号掛川浜岡線
- 静岡県道372号大東相良線